# Wülfingerode
Wülfingerode ist ein Ortsteil der Gemeinde Sollstedt im Landkreis Nordhausen in Thüringen.

## Lage

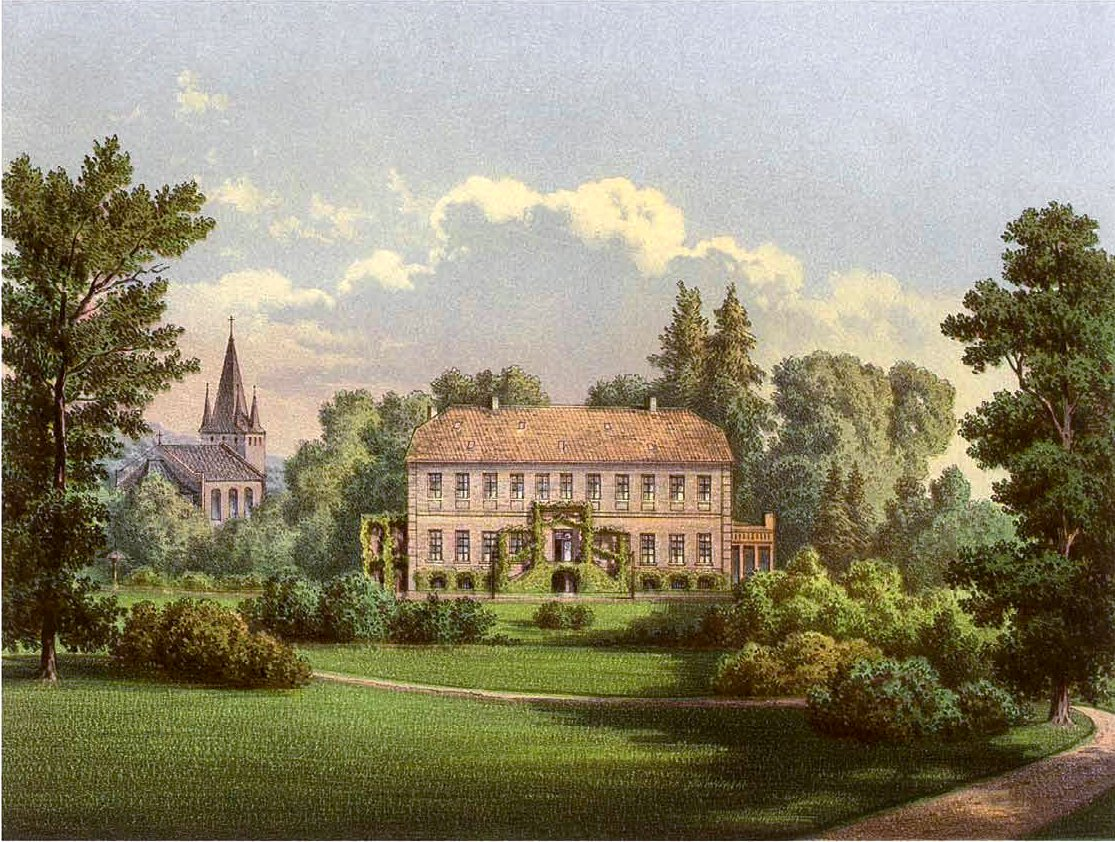
Rittergut Wülfingerode um 1860, Sammlung Alexander Duncker

Wülfingerode liegt im Tal der Wipper, umgeben wird der Ort vom bewaldeten Höhenzug Dün und dem Ohmgebirge, dessen südöstliche Ausläufer die Bleicheröder Berge darstellen. In unmittelbarer Nachbarschaft verläuft die Bundesautobahn 38 und durch den Ortsteil die Landesstraße 3080, auch Kassler Straße genannt. Die Bahnstrecke Halle–Hann. Münden führt durch das Wippertal.

## Geschichte
Im Jahr 1154 wurde das Dorf Wülfingerode erstmals urkundlich als Wluingesrode genannt. Der Ort war und ist landwirtschaftlich geprägt.
Das Rittergut befand sich von 1838 bis nach 1929 im Besitz der Freiherren von Angern-Stilke und von 1936 bis zur Enteignung durch die Bodenreform 1945 im Besitz der Familie von Bismarck, zugleich mit dem Gut in Sollstedt.
Im Zweiten Weltkrieg stürzte am 29. April 1944 bei Wülfingerode nach Beschuss durch deutsche Jagdflugzeuge ein amerikanischer Bomber vom Typ Boeing B-17 „Flying Fortress“ mit neun Mann Besatzung ab.
Um den 9. April 1945 wurde der Ort von US-Truppen besetzt und Anfang Juli, wie ganz Thüringen, an die Rote Armee weitergegeben. Damit wurde es Teil der SBZ und ab 1949 der DDR. In den 1950er Jahren erfolgte die Zwangskollektivierung der Landwirtschaft auch in Wülfingerode.
Vom 9. April 1993 bis zum 1. Mai 1996 war der Ort Mitglied der Verwaltungsgemeinschaft Eichsfelder Pforte. Am 1. Mai 1996 wurde Wülfingerode nach Sollstedt eingemeindet.

## Persönlichkeiten
- Hans von Bodenhausen (1606–1684), geboren und gestorben in Wülfingerode, dänischer Offizier und ab 1631 kursächsischer Obristwachtmeister zu Pferde
- Hans-Günther Bücking (1951–2025), geboren im Nachbarort Bleicherode und gestorben in Wülfingerode, Kameramann und Regisseur